# Passage du Pont-Neuf
Le passage du Pont-Neuf est un ancien passage couvert du 6e arrondissement de Paris, situé entre le 44, rue Mazarine et le 45, rue de Seine. Construit entre 1823 et 1824, il a été détruit pour céder la place à la rue Jacques-Callot, percée en 1912.
En 1867, Émile Zola en fait le théâtre de son célèbre roman Thérèse Raquin.

## Histoire

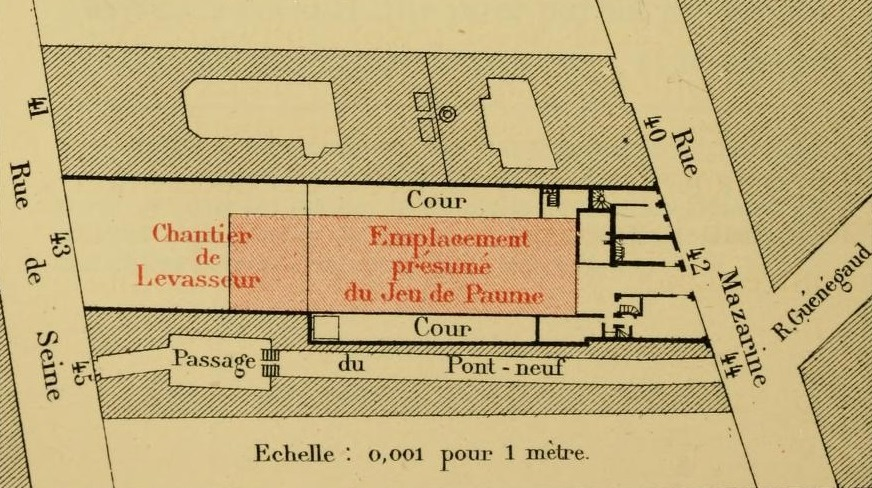
Plan du passage et de l'emplacement présumé de la salle du Jeu de paume de la Bouteille (1886).

L'emplacement du passage correspond aux abords de l'ancien Jeu de paume de la Bouteille, transformé en salle de spectacle au début des années 1670. Ce théâtre de Guénégaud était situé sur une parcelle limitrophe, au 42, rue Mazarine. L'ancienne entrée des loges des acteurs aurait longtemps été visible dans le passage.
Sous la Restauration, un spéculateur décide d'aménager un passage couvert bordé de commerces entre les rues Mazarine et de Seine, dans le prolongement de la rue Guénégaud. La construction, entreprise en 1823, semble n'avoir été achevée qu'à l'automne 1824. Il faut en effet attendre le 17 novembre 1824 pour que Le Constitutionnel en rapporte l'ouverture. Il est donc contemporain des célèbres passages couverts de la rive droite. Ces derniers avaient cependant l'avantage de relier des quartiers rénovés et, surtout, plus riches en boutiques de mode ou de luxe que ceux de la rive gauche.
Le passage tire son nom de la relative proximité du pont Neuf. Long de 63 ou 65 mètres, il débute, en entrant du côté de la rue de Seine, par une cour couverte, suivie par quelques marches menant à une galerie d'environ 1,70 mètre de large dans sa partie la plus étroite. Étriqué, assez sombre et mal aéré, il fait plutôt pâle figure en comparaison de ses homologues de la rive droite. Malgré ou, plutôt, à cause de cet aspect peu engageant, il inspire des écrivains tels qu'Alexandre Dumas, qui y fait passer Mme Danglars dans Le Comte de Monte-Cristo (1844-1846), et Émile Zola, qui immortalise le passage dans son roman Thérèse Raquin (1867).
Au début du XXe siècle, on y trouve notamment l'hôtel Abry, maison meublée dont l'une des chambres a été habitée à partir de 1902 par Jean-Séraphin Mattis, un garçon de café connu pour avoir agressé le président Fallières le 25 décembre 1908.

Entrées
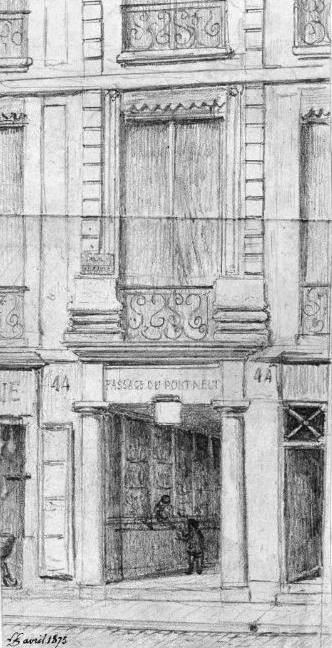
No 44, rue Mazarine (dessin de Léon Leymonnerye, avril 1875).
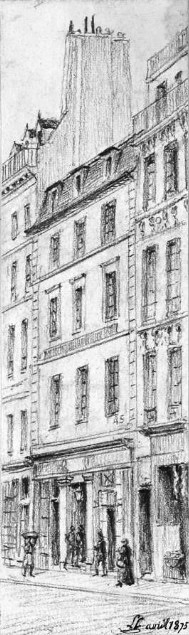
No 45, rue de Seine (idem).
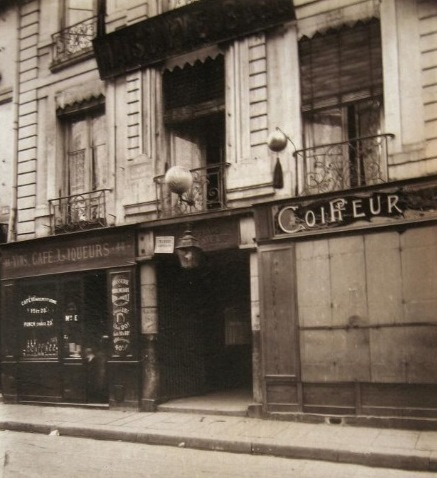
No 44, rue Mazarine (photographie par Eugène Atget).

Proposée dès 1842 par Léon de Laborde et discutée au Conseil municipal de Paris au moins depuis 1908, l'ouverture d'une rue carrossable aux dépens du passage est réalisée en 1912. La nouvelle voie ainsi percée reçoit la même année le nom de « rue Jacques-Callot ».
Outre le passage, le 43, rue de Seine et le 42, rue Mazarine sont partiellement démolis. Ces destructions mettent en péril le 46, rue Mazarine, dont le mur latéral nord, fissuré, doit alors être étançonné, ce qui gêne aussi bien la vue que le passage. La Première Guerre mondiale empêche la résolution du problème et ce n'est qu'en décembre 1925 que le Conseil municipal autorise le préfet à acquérir le no 46 en vue de sa démolition. À cette fin, une déclaration d'utilité publique est effectuée deux ans plus tard.

## Témoignages et descriptions littéraires
Au bout de la rue Guénégaud, lorsqu’on vient des quais, on trouve le passage du Pont-Neuf, une sorte de corridor étroit et sombre qui va de la rue Mazarine à la rue de Seine. Ce passage a trente pas de long et deux de large, au plus ; il est pavé de dalles jaunâtres, usées, descellées, suant toujours une humidité âcre ; le vitrage qui le couvre, coupé à angle droit, est noir de crasse.
Par les beaux jours d’été, quand un lourd soleil brûle les rues, une clarté blanchâtre tombe des vitres sales et traîne misérablement dans le passage. Par les vilains jours d’hiver, par les matinées de brouillard, les vitres ne jettent que de la nuit sur les dalles gluantes, de la nuit salie et ignoble.
À gauche, se creusent des boutiques obscures, basses, écrasées, laissant échapper des souffles froids de caveau. Il y a là des bouquinistes, des marchands de jouets d’enfant, des cartonniers, dont les étalages gris de poussière dorment vaguement dans l’ombre ; les vitrines, faites de petits carreaux, moirent étrangement les marchandises de reflets verdâtres ; au-delà, derrière les étalages, les boutiques pleines de ténèbres sont autant de trous lugubres dans lesquels s’agitent des formes bizarres.
À droite, sur toute la longueur du passage, s’étend une muraille contre laquelle les boutiquiers d’en face ont plaqué d’étroites armoires ; des objets sans nom, des marchandises oubliées là depuis vingt ans s’y étalent le long de minces planches peintes d’une horrible couleur brune. Une marchande de bijoux faux s’est établie dans une des armoires ; elle y vend des bagues de quinze sous, délicatement posées sur un lit de velours bleu, au fond d’une boîte en acajou.
Au-dessus du vitrage, la muraille monte, noire, grossièrement crépie, comme couverte d’une lèpre et toute couturée de cicatrices.
Le passage du Pont-Neuf n’est pas un lieu de promenade. On le prend pour éviter un détour, pour gagner quelques minutes. Il est traversé par un public de gens affairés dont l’unique souci est d’aller vite et droit devant eux. On y voit des apprentis en tablier de travail, des ouvrières reportant leur ouvrage, des hommes et des femmes tenant des paquets sous leur bras ; on y voit encore des vieillards se traînant dans le crépuscule morne qui tombe des vitres, et des bandes de petits enfants qui viennent là, au sortir de l’école, pour faire du tapage en courant, en tapant à coups de sabots sur les dalles. Toute la journée, c’est un bruit sec et pressé de pas sonnant sur la pierre avec une irrégularité irritante ; personne ne parle, personne ne stationne ; chacun court à ses occupations, la tête basse, marchant rapidement, sans donner aux boutiques un seul coup d’œil. Les boutiquiers regardent d’un air inquiet les passants qui, par miracle, s’arrêtent devant leurs étalages.
Nous prenions la rue Mazarine et enfilions le passage du Pont-Neuf, ce boyau poussiéreux et sale où Zola a fait vivre les angoisses et mûrir l'adultère de Thérèse Raquin. De quoi peuvent vivre les petits boutiquiers échoués sous ces vitres jaunies, dans ce demi-jour terne d'un tableau de Rembrandt ? Un pâtissier populaire y étale des gâteaux qui s'y fanent à vue d'œil ! Quel air contaminé peuvent bien respirer les poumons gangrenés et malades des pauvres êtres relégués dans cet étouffoir !
— Oui, il y a des gens qui vivent là, pensait tout haut Langlois d'accord avec ma pensée, et il existe des commissions de salubrité publique, des Congrès de médecins en vue de combattre la tuberculose ; et de pareils habitacles subsistent encore. Ce passage n'est pas démoli, et on bâtit des écoles, pis, on dresse des statues ! M. Guillaume Dubuffe a des commandes de l’État, et, dans vingt ans, ces
pourrissoirs de poumons existeront encore, pis, ils existeront toujours ! » 
[…]
À côté, au numéro 44, exactement dans l'axe de la rue Guénégaud, l'entrée du passage encadrée de deux colonnes peintes en noir à mi-hauteur. À droite, une boutique de coiffeur, bariolée de jaune, à gauche un comptoir de marchand de vins d'un rouge brunâtre. Au-dessus de la porte, une lanterne minable avec, tracée au pinceau, cette indication : « Hôtel ». Deux marches usées : nous voici devant un boyau blafard, crasseux, un corridor au sol pavé de dalles sur lesquelles résonnent bruyamment les galoches d'une troupe de gamines sortant de l'école voisine. Des boutiques closes, des échoppes sombres aux vitres brisées ou obturées de taies en papier. Çà et là des soldeurs miséreux, des bric-à-brac, l'entrée de « l'hôtel de Valparaiso », une friturière dont les graisses empuantissent le passage.
Un seul étalage semble achalandé, on y débite « des pains de gruau au beurre à cinq centimes », et une enseigne, attachée sous le vitrail poussiéreux, proclame l'excellence de ces succulents produits. Tandis que je griffonne hâtivement quelques notes, j'aperçois, derrière de stupéfiants étalages, des yeux méfiants, surveillant les faits et gestes du monsieur qui écrit dans le creux de sa main. On doit me prendre pour un inspecteur de police en mission. Mes notations, d'ailleurs, sont brèves… Il n'y a rien ou presque rien. Signalons simplement l'avis tracé en blanc liquide sur la vitre d'une échoppe : « Mise en vente d'un salon espagnol, sept pièces… Occasion… »
Voici peu de temps encore, avant la guerre, la rue Jacques-Callot n'existait pas. Le passage du Pont-Neuf occupait son emplacement, entre les rues de Seine et Mazarine. Les amoureux du vieux Paris ont pleuré sa perte. Lepère l'a sans doute dessiné, ainsi que Jouas ; Georges Cain l'a décrit.